# 18-й Вьетнамский кинофестиваль
18-й Вьетнамский кинофестиваль — кинофестиваль, организованный Министерством культуры, спорта и туризма Вьетнама, проходивший с 14 по 16 октября 2013 года в Халонге (Вьетнам) под девизом «Вьетнамское кино — люди, человечность, творчество, интеграция».

## Награды

### Художественные фильмы
| Награда                                    | Фильм                                   | Режиссёр                                                       |
| ------------------------------------------ | --------------------------------------- | -------------------------------------------------------------- |
| «Золотой лотос»                            | Создатели легенды                       | Буй Туан Зунг                                                  |
| «Золотой лотос»                            | Скандал. Тайны красной ковровой дорожки | Виктор Ву                                                      |
| «Серебряный лотос»                         | Lạc lối                                 | Нгуен Хыу Туан                                                 |
| «Серебряный лотос»                         | Небесный мандат героя                   | Виктор Ву                                                      |
| Специальный приз жюри                      | Và anh sẽ trở lại                       | Динь Туан Ву                                                   |
| Специальный приз жюри                      | Dành cho tháng 6                        | Нгуен Хыу Туан                                                 |
| Приз зрительских симпатий                  | Создатели легенды                       | Буй Туан Зунг                                                  |
| Приз зрительских симпатий                  | Nhà có 5 nàng tiên                      | Чан Нгок Зяу                                                   |
| Премия                                     | Победитель                              | Фильм                                                          |
| За лучшую режиссёрскую работу              | Виктор Ву                               | Небесный мандат героя, Скандал. Тайны красной ковровой дорожки |
| За лучший сценарий                         | Нгуен Ань Зунг                          | Создатели легенды                                              |
| Лучшему актёру главной роли                | Чыонг Минь Куок Тхай                    | Создатели легенды                                              |
| Лучшей актрисе главной роли                | Ван Чанг                                | Скандал. Тайны красной ковровой дорожки                        |
| Лучшей актрисе главной роли                | Танг Бао Куен                           | Создатели легенды                                              |
| Лучшему актёру второго плана               | Тхай Хоа                                | Огонь Будды                                                    |
| Лучшей актрисе второго плана               | Тхюи Линь                               | Và anh sẽ quay trở lại                                         |
| За лучшую операторскую работу              | Нгуен Хыу Туан                          | Lạc lối                                                        |
| За лучшую операторскую работу              | Kieran Daniel Fowler                    | Đường đua                                                      |
| За лучшую музыку к фильму                  | Бао Тян                                 | Đam mê                                                         |
| За лучшую звукооператорскую работу         | Франк Демулен                           | Lạc lối, Đam mê                                                |
| За лучшее художественное оформление фильма | Нгуен Нгуен Ву                          | Создатели легенды                                              |